# Ngoumba (peuple)
Pour les articles homonymes, voir Ngoumba et Soo.

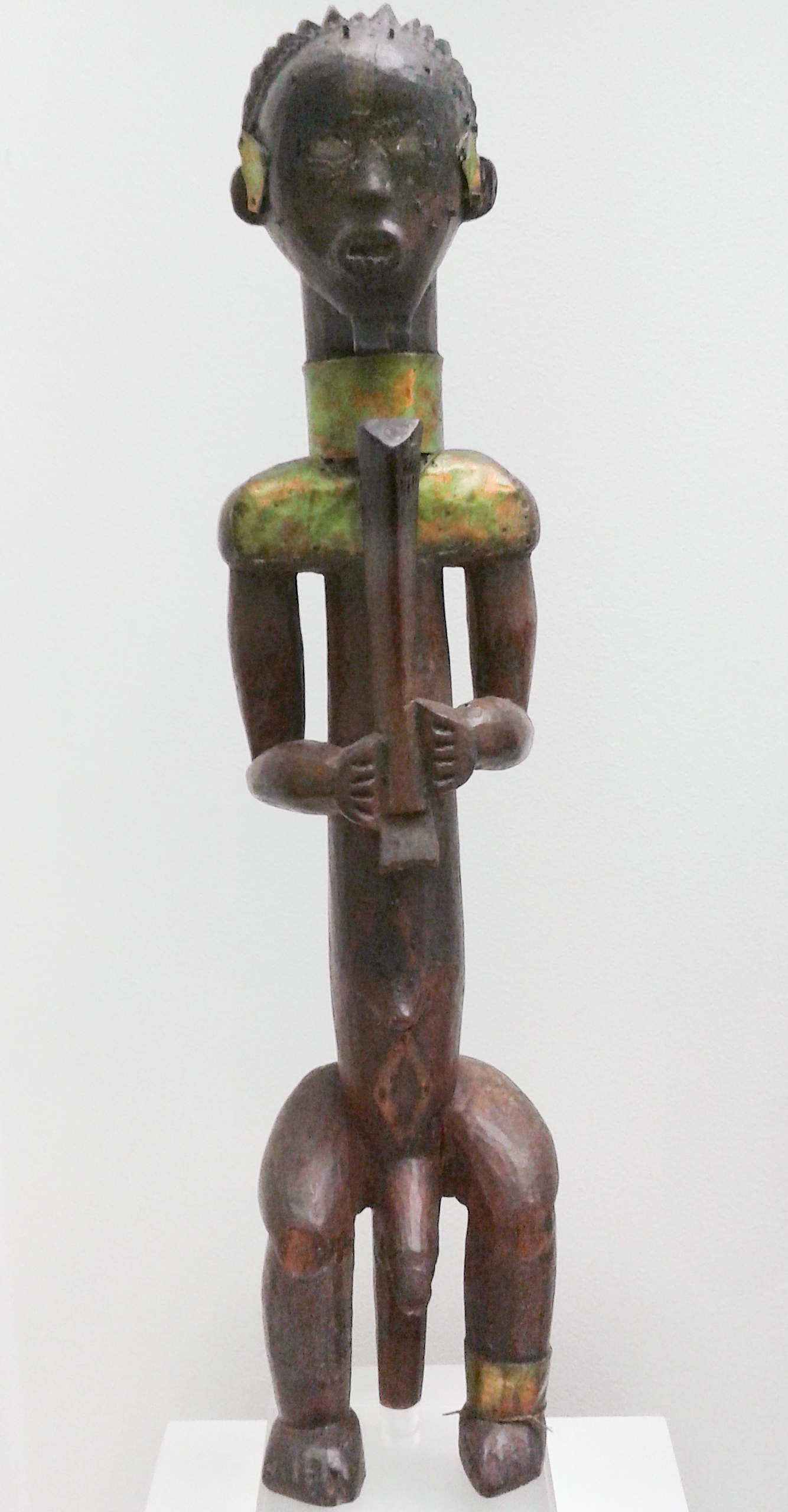
Peuple Ngumba: Figure d'ancêtre masculin, gardien de reliquaire. Il porte habituellement une corne entre ses mains, où il garde des substances magiques.

Les Ngoumba (ou Ngumba, ou Soo) sont une population du Cameroun vivant au sud du pays, entre Akonolinga et Messamena, au nord de la réserve de Dja-et-Lobo. Ils sont originaires de Kribi et Lolodorf. Ils sont linguistiquement apparentés aux Maka du Sud-est du Cameroun et culturellement proches des groupes Fang : Bulu (Boulou), après avoir été poussés par les Fang jusqu'à la côte atlantique, lors de la migration des groupes Fang, d'Est en Ouest au sud du Cameroun. Leur production artistique est ainsi apparentée à celle des Fang, pour avoir été « pahouinisé » sur le plan des coutumes et des rites, comme les Mabea (Mabi), selon le concept développé par Pierre Alexandre et Jacques Binet.

## Langue
Leur dialecte est le ngoumba (ou kwasio).
Il se singularise par des phonèmes inconnus de la langue française et constitué de doubles voyelles séparées par une apostrophe (a'a ou o'o).[réf. souhaitée]